# بيرند شبير
بيرند شبير (بالألمانية: Bernd Spier)‏ (و. 1944 – 2017 م) هو مغني ألماني، ولد في لودفيغسلوست، توفي عن عمر يناهز 73 عاماً.

## وصلات خارجية
- بيرند شبير على موقع IMDb (الإنجليزية)
- بيرند شبير على موقع ميوزك برينز (الإنجليزية)
- بيرند شبير على موقع أول ميوزيك (الإنجليزية)
- بيرند شبير على موقع ديسكوغز (الإنجليزية)
- بيرند شبير في قاعدة بيانات الأفلام على الإنترنت